# Microsoft Copilot
Majkrosoft Kopilot (engl. Microsoft Copilot) je čet-bot sa generativni veštačkom inteligencijom koji je razvio Majkrosoft. Zasnovan na velikom jezičkom modelu, lansiran je u februaru 2023. kao Majkrosoftova primarna zamena za ukinutu Kortanu.
Usluga je predstavljena pod imenom Bing čat, kao ugrađena funkcija za Majkrosoft Bing i Majkrosoft Edž. Tokom 2023. godine, Majkrosoft je počeo da objedinjuje Kopilot brend u svojim raznim čet-bot proizvodima, cementirajući analogiju kopilota. Na svojoj konferenciji Build 2023, Majkrosoft je najavio svoje planove da integriše Kopilot u Vindous 11, omogućavajući korisnicima da mu pristupe direktno preko trake zadataka. U januaru 2024, najavljen je namenski taster Kopilota za Vindous tastature.
Kopilot koristi Majkrosoft Prometej model, izgrađen na OpenAI-ovom GPT-4 osnovnom velikom jezičkom modelu, koji je fino podešen korišćenjem nadgledanih tehnika i podržanog učenja. Kopilotov stil konverzacionog interfejsa podseća na ChatGPT. Čet-bot ima sposobnost da citira izvore, stvara poeme, generiše pesme i koristi brojne jezike i dijalekte.
Majkrosoft koristi Kopilot na frimium modelu. Korisnici na njegovom besplatnom nivou mogu pristupiti većini funkcija, dok se prioritetni pristup koristi za novije funkcije, uključujući kreiranje prilagođenog čet-bota, što je omogućeno pretplatnicima koji plaćaju u okviru usluge plaćene pretplate za „Majkrosoft Kopilot Pro“. Nekoliko podrazumevanih robota za ćaskanje dostupno je u besplatnoj verziji Majkrosoft Kopilota, uključujući standardni Kopilot čet-bot kao i Majkrosoft dizajner, koji je orijentisan na korišćenje svog Imidže kreatora za generisanje slika na osnovu tekstualnih upita.

## Pozadina
U 2019. godini, Majkrosoft se udružio sa OpenAI i počeo da ulaže milijarde dolara u tu organizaciju. Od tada, OpenAI sistemi funkcionišu na Majkrosoftovoj platformi za superračunare baziranu na Ažur klaudu. U septembru 2020, Majkrosoft je objavio da je licencirao isključivo OpenAI-ov GPT-3. Drugi i dalje mogu da primaju izlaz iz njegovog javnog API-a, ali Majkrosoft ima ekskluzivni pristup osnovnom modelu.
U novembru 2022. OpenAI je pokrenuo ChatGPT, čet-bot koji je bio zasnovan na GPT-3.5. ChatGPT je privukao pažnju širom sveta nakon objavljivanja, postavši viralna internet senzacija. Majkrosoft je 23. januara 2023. najavio višegodišnju investiciju od 10 milijardi dolara u OpenAI. Dana 6. februara, Gugl je najavio Bard (kasnije rebrendiran u Džeminaj), uslugu za ćaskanje nalik ChatGPT-u, strahujući da bi ChatGPT mogao ugroziti Guglovo mesto kao izvora informacija. Više medija i finansijskih analitičara je opisalo kako Gugl „žuri“ sa Bardovom najavom da bi presreli rivalsko Majkrosoftovo planirano predstavljanje Kopilota 7. februara, kao i da bi izbegli scenario „sustizanja“ Majkrosofta.

## Spoljašnje veze
- March 16 announcement on Microsoft's blog
- Introducing Microsoft 365 Copilot | Your Copilot for Work на веб-сајту
- The Microsoft 365 Copilot AI Event in Less than 3 Minutes